# Enchentes nas Filipinas em 2010–2011
Enchentes atingiram o país de Filipinas, localizado na Ásia, entre dezembro de 2010 e janeiro de 2011.
As regiões de Caraga, Visayas e Bicol foram as áreas mais afetadas pelas chuvas anormalmente fortes. As enchentes desalojaram 453.000 pessoas em 19 províncias, e causou a morte de 25 pessoas inicialmente. Em 12 de janeiro, o Escritório Nacional de Redução de Risco e Gestão do Conselho (National Disaster Risk Reduction and Management Council - NDRRMC) notificou que 235.867 famílias foram afetadas, ou seja, 1.230.022 pessoas em 1.267 aldeias em 137 cidades. As autoridades locais já contabilizaram cerca de 71 mortes e outras dezenas de desaparecidos.